# 君が僕を忘れないように 僕が君をおぼえている
『君が僕を忘れないように 僕が君をおぼえている』（きみがぼくをわすれないように ぼくがきみをおぼえている）は、DEENの42枚目のシングル。2014年10月1日にEpic Records Japanから発売された。

## 作品解説
前作「もう泣かないで」から約1年ぶりの発売となるシングルで、ビデオクリップ集『THE GREATEST CLIPS 2008-2013』と同時に発売された。
初回限定盤と通常盤の2種類で発売されており、初回限定盤には2014年に発表されたビデオクリップを収録したDVD『THE GREATEST CLIPS 2014』と、10月12日に行われる日本武道館ライブ公演の来場者特典などが付いたDEENAGE DREAMくじが付属している。通常盤にはボーナス・トラックとして7月に行われたリゾートライブより「君がいない夏」、「太陽と花びら」のライブ音源が収録されている。

## 収録曲

### CD
| #  | タイトル                                                            | 作詞     | 作曲                 | 編曲         | 時間 |
| -- | ------------------------------------------------------------------- | -------- | -------------------- | ------------ | ---- |
| 1. | 「君が僕を忘れないように 僕が君をおぼえている」                     | 池森秀一 | 山根公路             | 山根公路     | 4:25 |
| 2. | 「ありのまま抱きしめよう」                                          | 池森秀一 | 田川伸治             | 田川伸治     | 5:06 |
| 3. | 「君が僕を忘れないように 僕が君をおぼえている <off vocal version>」 |          | 山根公路             | 山根公路     | 4:24 |
| 4. | 「ありのまま抱きしめよう <off vocal version>」                      |          | 田川伸治             | 田川伸治     | 5:06 |
| 5. | 「君がいない夏 ＜Live at Osanbashi＞」                              | 小松未歩 | 小松未歩             | 池田大介     | 4:38 |
| 6. | 「太陽と花びら ＜Live at Osanbashi＞」                              | 池森秀一 | 池森秀一・時乗浩一郎 | DEEN・大平勉 | 5:30 |

※#5、#6は通常盤のみに収録。

### DVD（初回限定盤のみ）
THE GREATEST CLIPS 2014
1. Hitomi Sorasanaide -English Version- Music Video
2. The Loco-Motion Music Video
3. 君が僕を忘れないように 僕が君をおぼえている Music Video

## 収録アルバム
- 『全開恋心!!〜Missing You〜』（#1,#2、2曲とも全開MIX）[5]
- 『Another Side Memories〜Precious Best II〜』（#2）[6]
- 『DEEN The Best FOREVER 〜Complete Singles +〜』（#1）[7]